# Kretensisk papegojfisk
Kretensisk papegojfisk (Sparisoma cretense) är en fiskart som först beskrevs av Carl von Linné 1758.  Kretensisk papegojfisk ingår i släktet Sparisoma och familjen Scaridae. IUCN kategoriserar arten globalt som livskraftig. Inga underarter finns listade i Catalogue of Life.